# Trascrizione
La trascrizione è, in grafemica, l'operazione che consiste nel rappresentare i suoni di una lingua con il sistema di scrittura di una lingua diversa. Mira, dunque, a rappresentare (in modo più o meno approssimativo) il sistema fonologico della lingua trascritta per un parlante che non conosca il sistema di scrittura di quella lingua e usi quindi il proprio in sostituzione o, in ambiente scientifico, per rappresentare in maniera univoca delle stringhe di foni e fonemi.

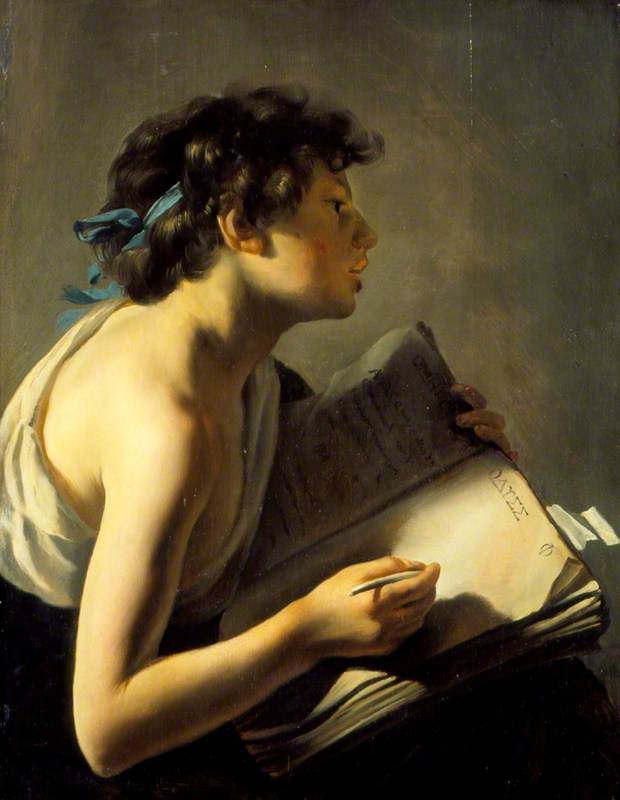
Giovane che trascrive Omero, dipinto di Johannes Moreelse (1630)

## Uso e tipologie di trascrizione
Nell'uso si ricorre a tipologie di trascrizione diverse, a seconda dello scopo e dell'ambiente in cui sono usate: alcune trascrizioni, meno precise, tendono a sfruttare le regole del sistema di scrittura della lingua di arrivo per riprodurre i suoni della lingua che si vuole trascrivere: per trascrivere una parola straniera che contiene il primo suono della parola sciame, un italiano userà il digramma ⟨sc⟩ o il trigramma ⟨sci⟩, mentre un anglofono sceglierà ⟨sh⟩, un tedesco ⟨sch⟩, un francofono ⟨ch⟩ e un polacco ⟨sz⟩.
Altre trascrizioni, invece, traspongono univocamente i suoni della lingua da trascrivere, indipendentemente dal sistema di scrittura della lingua di arrivo. Appartengono a questa categoria di trascrizioni gli standard della traslitterazione dall'arabo e dell'alfabeto internazionale per la traslitterazione del sanscrito. Si noti che questi due casi sono anche esempio dell'uso improprio del termine "traslitterazione" (nella quale, invece di considerare i suoni come nella trascrizione, si ha una conversione biunivoca da un sistema di scrittura in un altro).

### Trascrizione in linguistica
Quando il sistema di trascrizione è usato in ambienti linguistici, si parla generalmente di trascrizione fonetica e di trascrizione fonemica. La prima rappresenta univocamente i foni di una lingua e, a seconda del numero di dettagli fonetici inclusi, può essere stretta, se presenta molti dettagli, o larga, se ne presenta meno; la seconda (detta a anche "trascrizione fonologica") trascrive i fonemi (in caso di allofoni, quindi, non viene segnata alcuna differenza). Per queste trascrizioni, il sistema di scrittura più diffuso è l'Alfabeto fonetico internazionale. Un terzo tipo di trascrizione è quella grafemica: questa segnala i grafemi stessi, invece dei suoni che questi rappresentano.
Per queste trascrizioni si ricorre alle seguenti convenzioni:
- in caso di trascrizione fonetica (sia stretta che larga), si usa racchiudere i segni tra parentesi quadre [ ] (talvolta la trascrizione fonetica stretta è posta tra doppie parentesi quadre [[...]]);
- in caso di trascrizione fonemica, si racchiudono i segni tra parentesi oblique / /;
- la trascrizione grafemica, viene racchiusa tra parentesi angolari ⟨ ⟩.

## Romanizzazione
Viene detto romanizzazione (o latinizzazione) un sistema di trascrizione da una scrittura in alfabeto non latino (come il cirillico, l'arabo, la devanàgari etc...) ad una scrittura in alfabeto latino. Questi sistemi di trascrizione hanno spesso un insieme di norme ufficiali nazionali o internazionali (norme ISO). Si parla di romanizzazione anche per la trascrizione delle lingue logografiche (come il cinese o il giapponese); processo, questo, che viene spesso indicato, erroneamente, come traslitterazione, in cui, invece di considerare i suoni, come nella trascrizione, si considerano i segni alfabetici, per passare da un sistema di scrittura ad un altro.

### Arabo
Tra le diverse traslitterazioni usate nei paesi non-arabofoni, la seguente è quella "scientifica", suggerita in un Congresso Internazionale degli Orientalisti svoltosi a Roma nel 1938:

A - ﺍ ; B - ﺏ ; T - ﺕ ; TH - ﺙ ; J (Ğ) - ﺝ ; H (Ḥ) - ﺡ ; KH - ﺥ ; D - ﺩ ; DH - ﺫ ; R - ﺭ ; Z - ﺯ ; S - ﺱ ; SH (Š) - ﺵ ; Sad (Ṣ) - ﺹ ; Dad (Ḍ) - ﺽ ; Ta enfatica (Ṭ) - ﻁ ; Za enfatica (Ẓ) - ﻅ ; ʿAyn (ʿ) - ﻉ ; GH (Ġ) - ﻍ ; F - ﻑ ; Q - ﻕ ; K - ﻙ ; L - ﻝ ; M - ﻡ ; N - ﻥ ; Ha hafifa (h) - ﻩ ; W - ﻭ ; Y - ﻱ . La hamza è traslitterata ʾ .

Gli allungamenti vocalici sono per la fatha ā/Ā; per la kasra ī/Ī e per la damma ū/Ū.

### Cirillico
La norma internazionale di trascrizione del russo è la traslitterazione scientifica del cirillico. La traslitterazione invece ha il numero ISO 9: in quest'ultima versione (1995), questo sistema fa corrispondere a ciascun carattere cirillico un carattere latino unico, ciò che rende le traslitterazioni perfettamente reversibili senza la minima ambiguità.
Per dare un esempio semplice della differenza fra traslitterazione e trascrizione, si prenda il nome Горбачёв; questo dovrà essere traslitterato Gorbačëv secondo la norma ISO 9 (ad un carattere corrisponde un solo carattere: ad ogni č deve corrispondere un ч e inversamente), ma potrà essere trascritto Gorbaciov, Gorbatchof, Gorbachof o ancora Gorbatschow, secondo la lingua del trascrittore, con un'equivalenza fonetica approssimativa che tiene conto degli usi della lingua bersaglio, in questo caso rispettivamente l'italiano, il francese, l'inglese e il tedesco.

### Greco
In effetti, l'alfabeto greco antico è relativamente poco ambiguo (ad un grafema corrisponde quasi sempre una sola interpretazione fonetica) e le differenze tra trascrizione e traslitterazione saranno molto ridotte. Eppure la trascrizione del greco antico paradossalmente non è regolata da una norma internazionalmente condivisa, in quanto normalmente l'alfabeto greco è destinato a chi lo sappia già leggere senza bisogno di trascrizioni in altri alfabeti: di conseguenza la trascrizione che ne deriva è normalmente adattata alle abitudini fonetiche della lingua dei trascrittori. Per esempio, γνῶθι σεαυτόν potrà essere trascritto gnothi seauton (in caso di trascrizione va ricordato però che in greco antico la /γ/ era pronunciata [g] di gatto in tutte le posizioni) e traslitterato gnôthi seautón (o gnȭthi seautón). La traslitterazione inserirà soltanto gli accenti (e le quantità vocaliche). È possibile ritrovare facilmente l'originale anche a partire da una trascrizione meno rigida.
Il greco moderno, tuttavia, è molto più difficile da trattare. In effetti la pronuncia del greco si è notevolmente modificata nel tempo rispetto alla fase più antica, divergendo sempre più dalla grafia.
Una delle modificazioni maggiori è lo iotacismo, fenomeno per il quale sono oggi confluiti nell'unica pronuncia [i] ben tre fonemi e tre dittonghi differenti (con pronuncia originaria: ι /i/~/iː/, η /ɛː/, υ /y/~/yː/, ει /eː/~/ei̯/-/ej/, οι /oi̯/-/oj/, υι /yi̯/-/yj/) che, in greco antico, non erano affatto confusi. Allo stesso modo, ε e αι si pronunciano entrambi [e], mentre ο et ω valgono entrambi [o]. Così, la traslitterazione e la trascrizione saranno talora molto lontane (fatto che indica un'ortografia complessa: in effetti, non è possibile notare direttamente, all'ascolto, una parola greca senza conoscerne la grafia).
Ecco un esempio concreto. Si rende il verso seguente dell'Odysseus Elytis:
Στην αρχαία εκείνη θάλασσα που εγνώριζα (Diario di un aprile invisibile, « Sabato 11 »).
Una trascrizione (fonetica e con gli accenti) possibile sarebbe stin archjéa ekíni thálasa pou eghnóriza. Si contano quattro [i], scritti η, ει e ι, due [e], scritti αι e ε. Se si può proporre una traslitterazione, che permetterebbe di riconoscere il testo originale, è necessario distinguere queste grafie. Si potrebbe per esempio adottare la traslitterazione del greco antico: stēn archaía ekeínē thálassa pou egnōriza, che sarà molto lontana dalla trascrizione e richiederà al lettore di conoscere delle regole di lettura meno intuitive.
Il problema si pone quindi per i nomi propri attuali: bisogna scegliere la trascrizione o la traslitterazione? Per esempio, Γιάννης Αλευράς si traslittera Giánnēs Aleurás ma si trascrive Jánnis Alevrás. Peggio, Βασίλης Κοντογιαννόπουλος traslitterato sarà Basílēs, mentre trascritto sarà Vasílis. Quanto al patronimico, può essere sorprendente constatare che si traslittera Kontogiannópoulos e si trascrive Kondojannópoulos (o Kondojannopoulos).

### Cinese
I sistemi principali di trascrizione dalla lingua cinese sono:
- Pinyin: sistema di romanizzazione della lingua cinese introdotto nel 1958 dalla Repubblica Popolare Cinese ed ora di uso comune in tutto il mondo. Si tratta dello standard adottato dall'ONU dal 1977 e della ISO dal 1982.
- Wade-Giles: sistema di trascrizione pubblicato per la prima volta nel 1859 da Thomas Francis Wade. Basato sullo sviluppo del sistema Morrison del 1815, fu ulteriormente modificato da Herbert Giles nel 1912. Nel passato è stato massicciamente utilizzato nei paesi di lingua inglese.
- Yale: sistema creato nel 1948 per l'insegnamento della lingua cinese ai militari americani. In seguito è stato largamente usato per l'insegnamento negli Stati Uniti del cinese.
- E.F.E.O.: sistema di utilizzo francese, messo a punto dall'École française d'Extrême-Orient.
- Bopomofo (o zhuyin fuhao), in uso a Taiwan.
- Gwoyeu Romatzyh, sistema ufficiale di Taiwan fino al 1986.
- Chinese Post Office System: vecchio sistema usato al posto del più moderno Wade-Giles per alcuni toponimi. Ad es.: Peking (Wade-Giles Pei-ching / pinyin Beijing); Tsingtao (Wade-Giles Ch'ing-tao, pinyin Qingdao); Sinkiang (Wade-Giles Hsin-chiang, pinyin Xinjiang).

### Coreano
I sistemi principali di trascrizione dalla lingua coreana sono:
- McCune-Reischauer: Questo sistema fu creato nel 1937 da due americani, George M. McCune ed Edwin O. Reischauer. Il suo obiettivo non è quello di trascrivere l'hangŭl bensì quello di rappresentarne la pronuncia fonetica. Questo sistema di latinizzazione è molto utilizzato fuori della Corea. Una sua variante fu adottata come sistema ufficiale in Corea del Sud dal 1984 fino al 2000.
- Romanizzazione riveduta del coreano: è il sistema di trascrizione ufficiale della Corea del Sud. Non ha segni diacritici ed è basato più sulla fonologia coreana che sulla fonologia occidentale del coreano.
- Yale: sistema creato durante la seconda guerra mondiale dal sistema militare americano.

### Thai
Il sistema generale reale thailandese di trascrizione, chiamato anche SGRT, o RTGS, acronimo del nome in inglese, è il sistema ufficiale di trascrizione adottato in Thailandia delle parole thailandesi nell'alfabeto latino ed è stato pubblicato dall'Istituto Reale di Thailandia.
Viene usato ovunque in Thailandia, a partire dai cartelli stradali per finire alle pubblicazioni governative ufficiali. È un sistema che rende solo un'idea approssimativa della reale pronuncia thai, dato che in tale lingua esistono lettere e suoni non presenti in quella latina. Oltre al SGRT, in Thailandia vengono usati altri sistemi di trascrizione delle parole thai con lettere latine, e sono generalmente basati sul modo in cui queste ultime sono usate nella lingua inglese, ad esempio il verbo avere che si scrive มี, in SGRT viene trascritto mi, ma usando un altro sistema si trova trascritto con il più foneticamente fedele mee in cui il digramma ee viene pronunciato con una i lunga, come in Bruce Lee e come nella voce del verbo essere sii.

## Imprecisioni nelle trascrizioni
La diffusione della scrittura tramite tastiere il cui layout non è uniforme in tutte le lingue porta frequentemente a una sorta di traslitterazione imprecisa nel tentativo di rappresentare una parola straniera nella sua grafia d'origine. Quando l'alfabeto di partenza è latino, questa traslitterazione si esegue solitamente tralasciando i segni diacritici e altri segni che non esistono nella lingua d'arrivo. Tale pratica, legata alle necessità divulgative dei mass media e alle limitazioni tipografiche dei diversi paesi ha tuttavia dato vita a pronunce che talora non hanno più niente a che fare con la pronuncia della lingua di partenza.
Il caso è molto frequente con alfabeti latini modificati, come quello polacco. I caratteri estesi assenti dalle tastiere attuali sono semplicemente omessi, senza tuttavia adattarne l'ortografia nel modo in cui meglio renda la pronuncia reale. Così, il cognome di papa Giovanni Paolo II, ("Wojtyła" con una elle barrata ł, pronunciata [w]) è semplicemente scritto Wojtila, con una elle normale. La pronuncia più frequente, /vɔj'tila/, è un compromesso abbastanza vicino alla pronuncia polacca /vɔj'tɪwa/ alla quale non manca che il valore reale di "ł" e il valore di [ɪ] più vicino a /e/ che a /i/ italiano. La parola Walesa subisce lo stesso trattamento: il nome, scritto "Lech Wałęsa" in polacco, si pronuncia in questa lingua /'lɛx va'wɛ̃ŋsa/. La scrittura Walesa e la pronuncia /va'le:za/ è doppiamente erroneo. A differenza dell'italiano, che tende a mantenere le false traslitterazioni, in molte lingue non si esita a modificare la grafia dei nomi stranieri affinché essi siano letti nella maniera più corretta.
Un altro caso abbastanza frequente riguarda la lingua araba, per la quale esistono due grafemi e fonemi che rendono l'italiana "c dura" (kāf, traslitterata "k", e per il suo suono enfatizzato, qāf, traslitterata "q"). In quest'ultima evenienza non è infrequente l'ipercorrettismo di apporre subito dopo una vocale "u", nel rispetto della lingua italiana ma non della realtà fonetica dell'arabo. Classico esempio è al-Quaida al posto del più corretto al-Qaida (versione semplificata di al-Qāʿida).